# Brunryggig fnittertrast
Brunryggig fnittertrast (Pterorhinus nuchalis) är en fågel i familjen fnittertrastar inom ordningen tättingar. Den förekommer i nordöstra Indien och norra Myanmar. IUCN kategoriserar den som nära hotad.

## Utseende
Brunryggig fnittertrast är en medelstor (23–26 cm) medlem av familjen. Kroppen är övervägande brun, på manteln kastanjefärgad. På huvudet syns grå hjässa, svart hacka och strupmitt och vita örontäckare och strupsidor.

## Utbredning och systematik
Fågeln häckar i låglänta områden från nordöstra Indien (Arunachal Pradesh) till norra Myanmar. Den behandlas som monotypisk, det vill säga att den inte delas in i några underarter.

### Släktestillhörighet
Brunryggig fnittertrast placeras traditionellt i det stora fnittertrastsläktet Garrulax, men den taxonomiska auktoriteten Clements et al lyfte ut den och ett antal andra arter till släktet Ianthocincla efter DNA-studier. Senare studier visar att Garrulax består av flera, äldre utvecklingslinjer, även inom Ianthocincla. Författarna till studien rekommenderar därför att släktet delas upp ytterligare, på så sätt att brunryggig fnittertrast med släktingar lyfts ut till det egna släktet Pterorhinus. Idag följer tongivande International Ornithological Congress och även Clements et al dessa rekommendationer.

## Status
Brunryggig fnittertrast tros ha en liten världspopulation. Den verkar dock tolerera viss form av påverkan på dess levnadsmiljö. Internationella naturvårdsunionen IUCN kategoriserar därför arten som nära hotad.